# Vencelas Dabaya
Vencelas Dabaya Tientcheu (Kumba, 28 aprile 1981) è un sollevatore camerunese naturalizzato francese.

## Palmarès

### Olimpiadi
- 1 medaglia[1]:
  - 1 argento (Pechino 2008 nei 69 kg)

### Mondiali
- 2 medaglie[1]:
  - 1 oro (Santo Domingo 2006 nei 69 kg)
  - 1 bronzo (Doha 2005 nei 69 kg)

### Europei
- 5 medaglie[1]:
  - 1 oro (Strasburgo 2007 nei 69 kg)
  - 4 argenti (Władysławowo 2006 nei 69 kg; Lignano Sabbiadoro 2008 nei 69 kg; Bucarest 2009 nei 69 kg; Antalya 2012 nei 69 kg)

### Giochi del Commonwealth
- 1 medaglia[2]:
  - 1 oro (Manchester 2002 nei 69 kg)

### Giochi africani
- 1 medaglia[2]:
  - 1 bronzo (Johannesburg 1999 nei 62 kg)